# Zaurbek Azret-Aliyevich Konov
Zaurbek Azret-Aliyevich Konov (tiếng Nga: Заурбек Азрет-Алиевич Конов; sinh ngày 2 tháng 1 năm 1985) là một cựu cầu thủ bóng đá người Nga.

## Sự nghiệp câu lạc bộ
Anh có trận ra mắt cho PFC Spartak Nalchik vào ngày 20 tháng 9 năm 2006 trong trận đấu tại Cúp bóng đá Nga trước FC Sibir Novosibirsk.

## Đời tư
Anh là anh em sinh đôi của Aslanbek Konov.